# Jane Neville
Jane Neville, grevinna av Westmoreland, född Howard 1533/1537, död 1593, var en engelsk upprorsledare. Hon spelade en ledande roll i upproret Northern Rebellion 1569. Trots att hon var en av de första som manade på rebellerna, förväntade hon sig att bli benådad av Elisabet då de misslyckades. Hon placerades i livstids husarrest och dog 1593.

## Biografi
Jane Neville var dotter till greve Henry Howard och grevinnan Frances de Vere och syster till Thomas Howard, 3:e hertig av Norfolk. Hennes far dömdes för högförräderi och avrättades i Towern 1547 och barnen växte upp hos deras faster Mary FitzRoy.
Omkring 1563 gifte hon sig med Charles Neville, 6:e earl av Westmorland. De fick fyra döttrar, Margaret, Anne, Catherine och Eleanor och sonen Thomas.

### Northern Rebellion
Jane Neville spelade en ledande roll i upproret Northern Rebellion 1569 och samlade fler trupper till resningen än maken gjorde. De ville återinföra katolicismen och hoppades kunna gifta bort Thomas Howard med Maria Stuart och placera dem båda på Englands tron. Pius V stöttade upproret genom att utfärda en påvlig bulla, men den kom inte fram förrän upproret hade kvästs. Neville klarade sig undan med husarrest på livstid. 